# Isla Massa d'Or
La isla Massa d'Or (Illa de Sa Rata) es una isla de la provincia de Gerona (España). Pequeña isleta aislada a 705 metros a levante del cabo de Creus, en el término municipal de Cadaqués. Tiene una superficie de tan solo 0,7 hectáreas, pero es muy destacada y constituye el punto más oriental de la península ibérica, si consideramos también sus islas litorales. Está protegida dentro del parque natural marítimo-terrestre del cabo de Creus.